# Джон Уилям Линд
Джон Уилям Линд (на немски: John William Lindt) е немско-австралийски изследовател и фотограф, документирал и фотографирал голяма част от местното население на Австралия и Океания.

## Биография
Роден е в немско буржоазно семейство през 1845 година и получава солидно литературно и музикално образование. През 1896 година едва на 17 години пристига в Мелбърн, Австралия. В началото печели хляба си като акордьор на пиана. Впоследствие се среща с фотографа Конрад Вагнер и в продължение на 5 години е негов чирак. От тогава започва фотографската си кариера, която го отвежда още в Нова Гвинея, Фиджи и Новохебридските острови. Остава богата колекция от фотографии на туземното население.
Поради технически причини голяма част от снимките му са направени в студио, като поставя туземците в среда наподобяваща тяхната естествената. Студиото му се намира в Графтън, Нов Южен Уелс. През 1885 година заминава като официален фотограф на експедиция към Британска Нова Гвинея. Докато разглежда острова Линд рисува папуасите и фотографира селата им. Същото прави и след пет години на Новохебридските острови. На тези места Линд вече не снима в студио, а на място сред природата като придава на работата си по-документален характер.

## Галерия
- Жени от Тупуселе отиващи за вода
- Орнаменти от Нова Гвинея
- Лов на алигатор в река Лалоки
- Пътуване към дома на борда на HMS Dart
- Портрет на мисионер С Макфарлън, 1887